# Neuwürschnitz

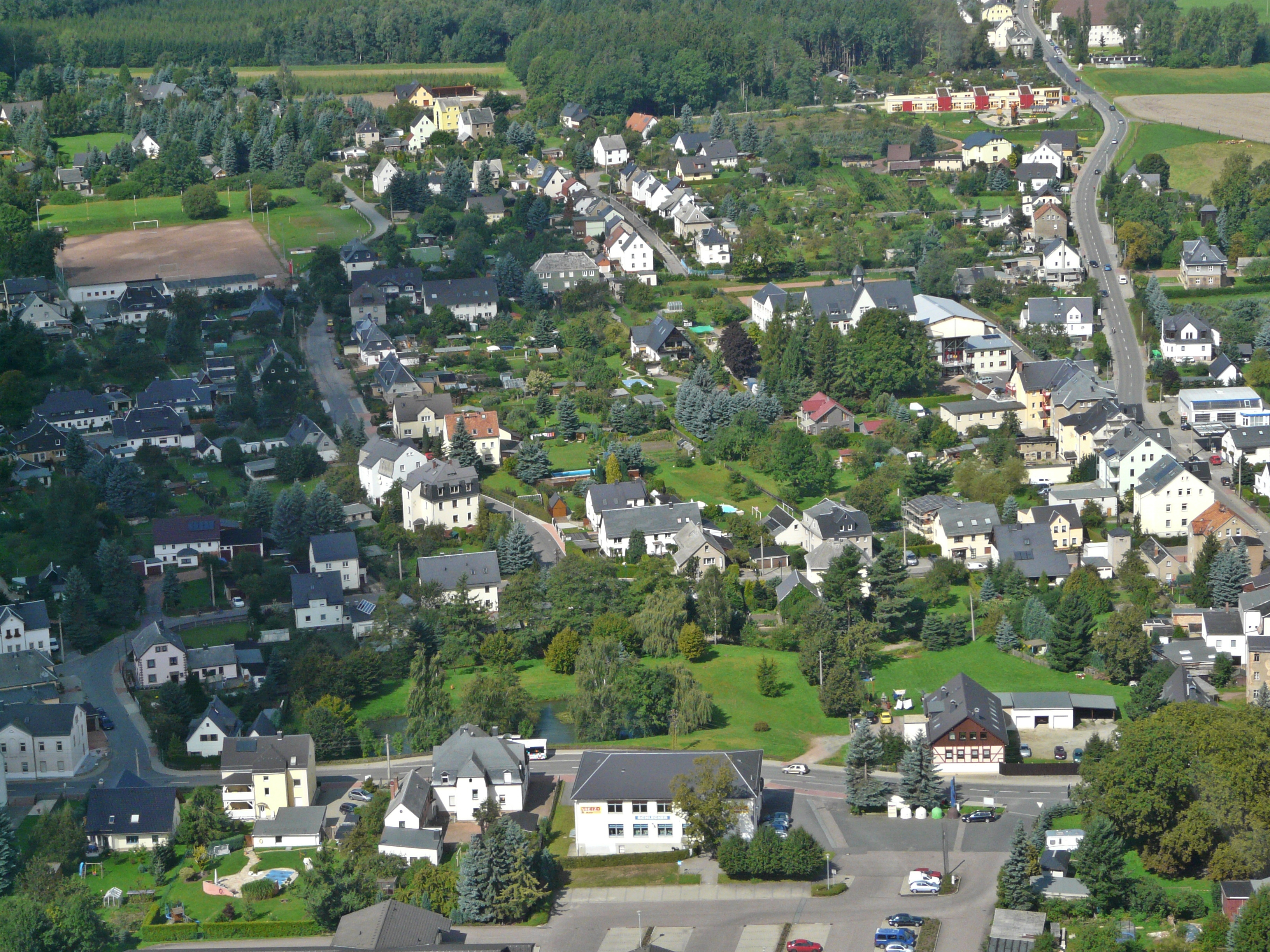
Ortsteil Oberwürschnitz

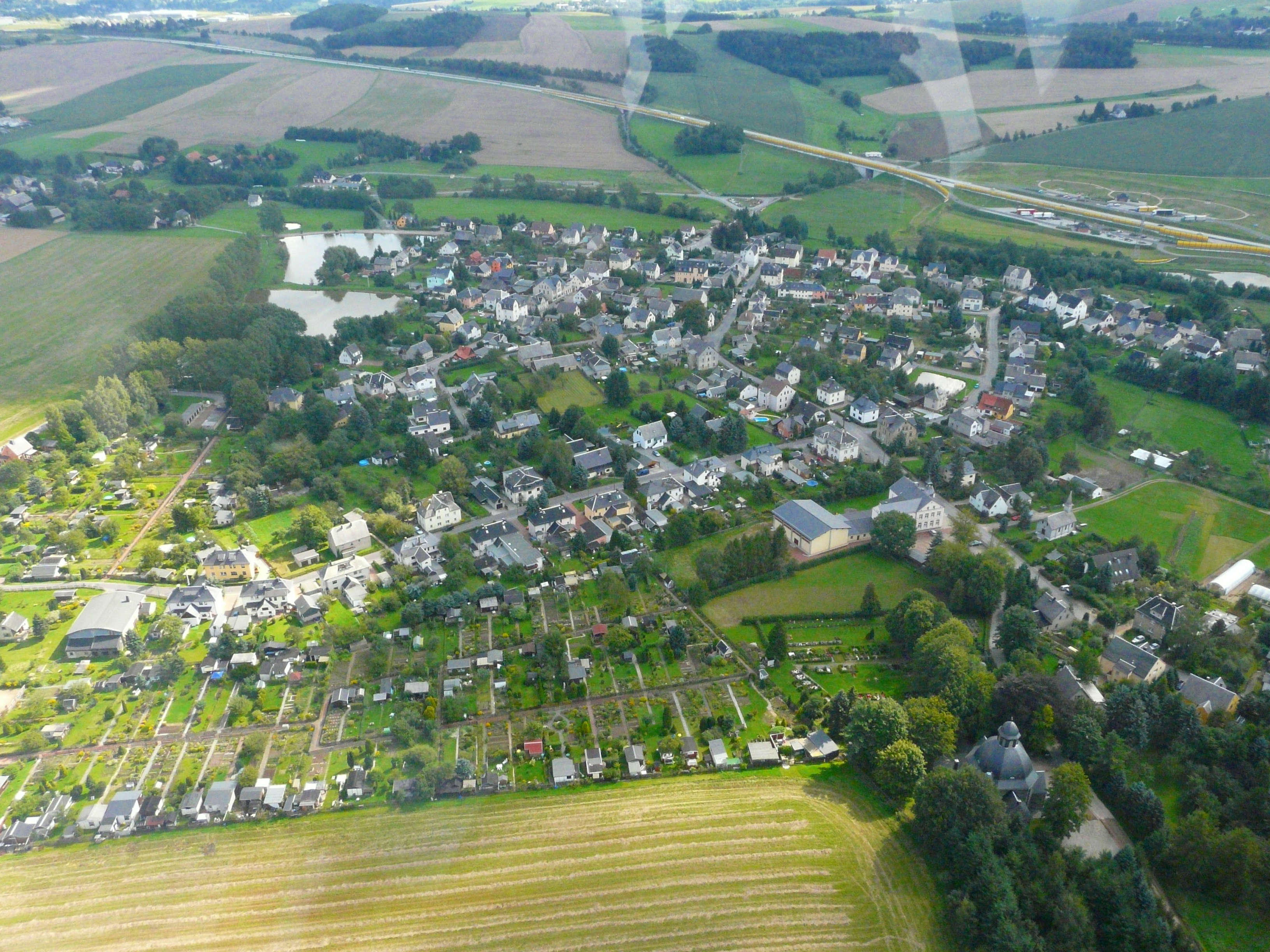
Ortsteil Neuwiese

Neuwürschnitz ist seit dem 1. Januar 1999 ein Teil der Stadt Oelsnitz/Erzgeb. im Erzgebirgskreis in Sachsen.

## Geographie
Die Ortslage Neuwürschnitz (Stadt Oelsnitz/Erzgeb.) bettet sich in das Tal der Würschnitz, zwischen den Städten Oelsnitz/Erzgeb. und Stollberg/Erzgeb. Neuwürschnitz besteht aus zwei ehemaligen selbständigen Ortslagen: Oberwürschnitz und Neuwiese. Der Siedlungskern liegt beidseits des Dorfangers und folgt dem Lauf der Würschnitz. Das Tal schmiegt sich an die Ausläufer des Erzgebirgsvorlandes des mittleren westsächsischen Raumes. Begrenzt wird die Ortschaft von zumeist landwirtschaftlichen Nutzflächen und Wäldern. Im Süden angrenzend an die Bundesautobahn 72 liegen die 3 Wälder des Schusterbruchs. Im Südwesten der Beuthaer Wald, im Nordwesten der Loh- und Haderwald, im Norden die sogenannte Sandgrube und im Nordosten das Höhlholz.
Neuwürschnitz besitzt zwei Hauptzufahrtstraßen:
Die Oberwürschnitzer Straße ist Teil der Verbindung von Oelsnitz nach Stollberg (sie verläuft von Nordwesten nach Südosten), die Hartensteiner Straße durchquert die beiden Ortsteile von Neuwürschnitz in Nord-Süd-Richtung und verbindet Neuwürschnitz mit den Ortschaften Thierfeld und Hartenstein im Süden und Niederwürschnitz im Norden.
Durch Neuwürschnitz verläuft der internationale Radweg „Karlsroute“ der die Städte Karlsbad in Tschechien und Chemnitz verbinden.

## Geschichte
Neuwürschnitz entstand 1934 durch die Zusammenlegung der bis dahin selbständigen Orte Oberwürschnitz (während der nationalsozialistischen und sozialistischen Zeit Neuwürschnitz I genannt) und Neuwiese (früher: Neuwürschnitz II). Nach der Wiedervereinigung Deutschlands ging Neuwürschnitz eine Verwaltungsgemeinschaft mit dem Nachbardorf Niederwürschnitz ein. In den späten 1990er Jahren löste sich Neuwürschnitz von Niederwürschnitz und wurde zum 1. Januar 1999 ein Teil der Stadt Oelsnitz/Erzgeb.

## Kultur und Sehenswürdigkeiten
- Lutherkirche im Stil des Art déco in Neuwiese, Architekt: Paul Kranz, Figuren: Bildhauer Bruno Ziegler, Ausmalung: Mönkemeyer-Corty
- Vereinshaus Neuwiese (ehemalige Schule, heute Soziokulturelles Zentrum SKZ)
- Lutherbuche, Naturdenkmal (1883 gepflanzt, 2013 beim Orkan Xaver entwurzelt und 2014 neu gepflanzt)
- Waldbad mit Waldbühne

Entlang der Hartensteiner Straße sind mehrere landschaftstypische Fachwerkbauten erhalten. Zu ihnen zählen ehemalige Wohnstallhäuser, Umgebindehäuser, Gebäude mit erhaltener Oberlaube und ein Wohnhaus aus dem Jahr 1720 mit angebautem Sägewerk als Teil einer ehemaligen Mühle.

## Religion
- Evangelisch-Lutherische Lutherkirchgemeinde Neuwürschnitz
- Landeskirchliche Gemeinschaft
- Evangelisch-lutherische Freikirche
- Freikirche der Siebenten Tags Adventisten

## Sitten und Bräuche
Die Metten
Jedes Jahr am 25. Dezember finden in der Lutherkirche zu Neuwiese um 5 Uhr früh die Metten statt. Dieses Ereignis ist ein besonderer Gottesdienst, welcher alljährlich die Geburt Jesu Christi thematisiert. Dabei wird seit etwa 60 Jahren ein traditionelles erzgebirgisches Krippenspiel aufgeführt, welches seinen Ursprung in Schneeberg hat. Seit ein paar Jahren wechselt sich dieses traditionelle Stück mit moderneren Varianten der Geburtsdarstellung Jesu ab. Die Darsteller rekrutieren sich zum größten Teil aus der hiesigen Jungen Gemeinde.

## Verkehr
Neuwürschnitz liegt zwischen den Anschlussstellen Stollberg-West (13) und Hartenstein (12) der Bundesautobahn 72. Die Bahnstrecke Stollberg–St. Egidien verläuft durch den nordöstlichen Teil von Neuwürschnitz, jedoch ohne Halt. Am Waldbad beginnt der regional bedeutsame Würschnitztalradweg. Dieser wurde in den letzten Jahren ausgebaut und erweitert, er wird zukünftig als Teil des internationalen Radweges „Karlsroute“ die Städte Karlsbad in Tschechien und Chemnitz verbinden.

## Persönlichkeiten
- Hans Lenk (* 3. Februar 1904 in Neuwiese; † Juli 1944), Politiker (NSDAP), Bürgermeister und Kreishauptmann
- Gert Bahner (* 26. März 1930 in Neuwiese; † 9. Dezember 2019 in Leipzig), Generalmusiker, Dirigent und ab 1980 Direktor der Oper Leipzig
- Eberhard Kunz (* 11. Mai 1937 in Neuwürschnitz), Diplomat, ehemaliger Botschafter der DDR in Somalia (1978–1981) und den Philippinen (1986–1989)
- Wolfgang Engelmann (* 27. Juni 1942 in Neuwürschnitz; † 12. November 2020), Politiker (CDU) und Bundestagsabgeordneter

## Bilder aus dem Ort

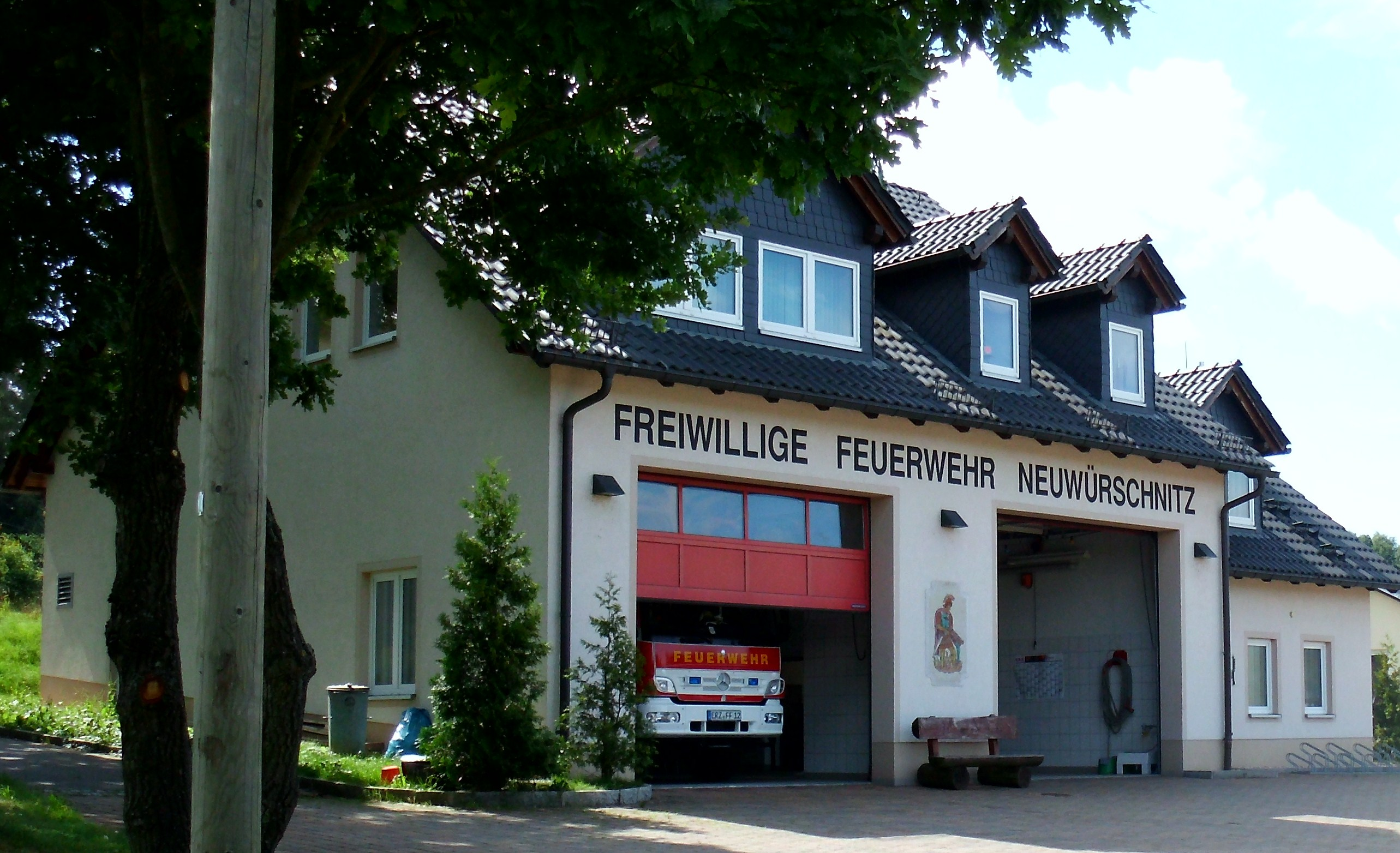
Gebäude der Freiwilligen Feuerwehr
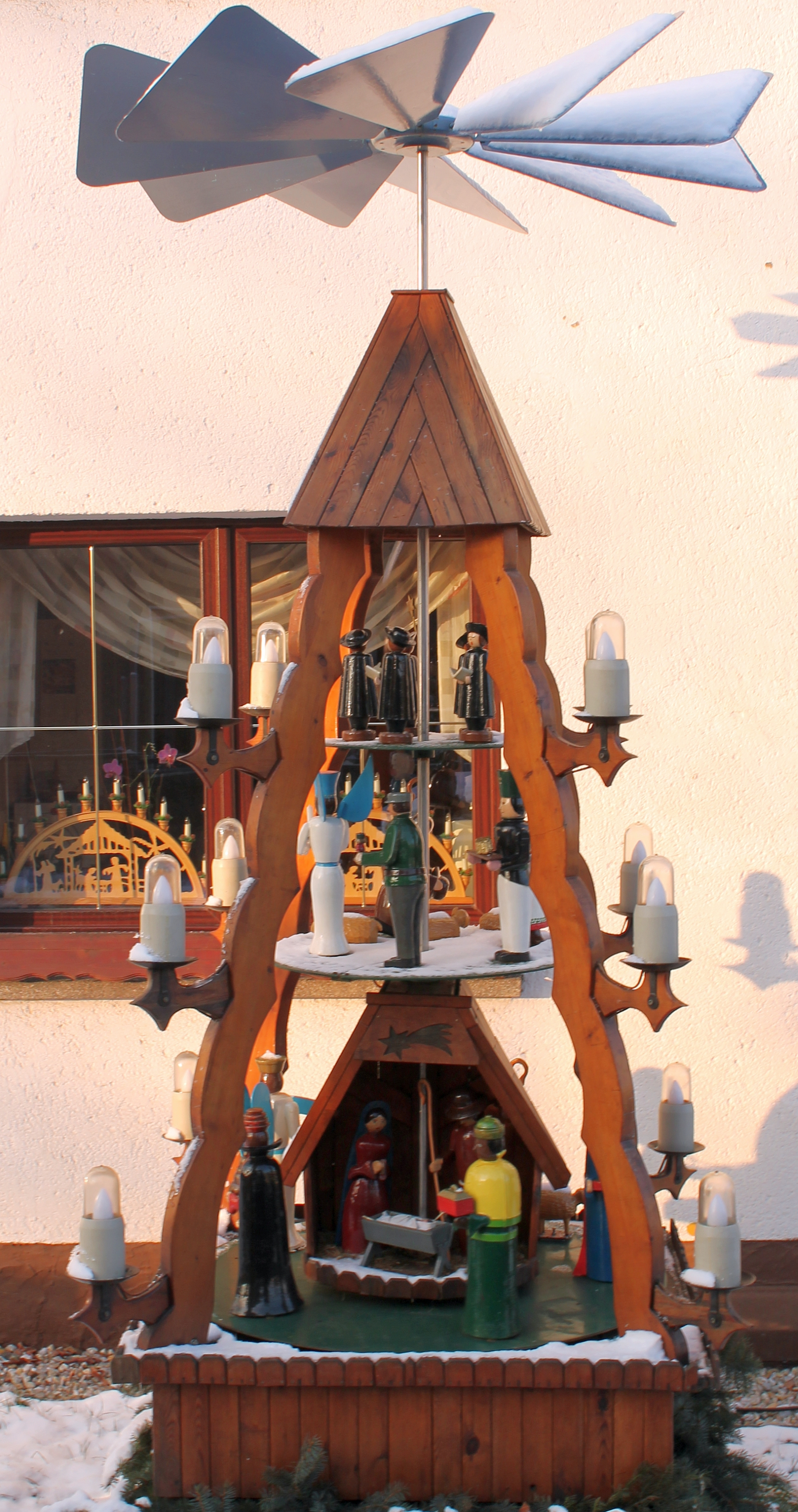
Großpyramide
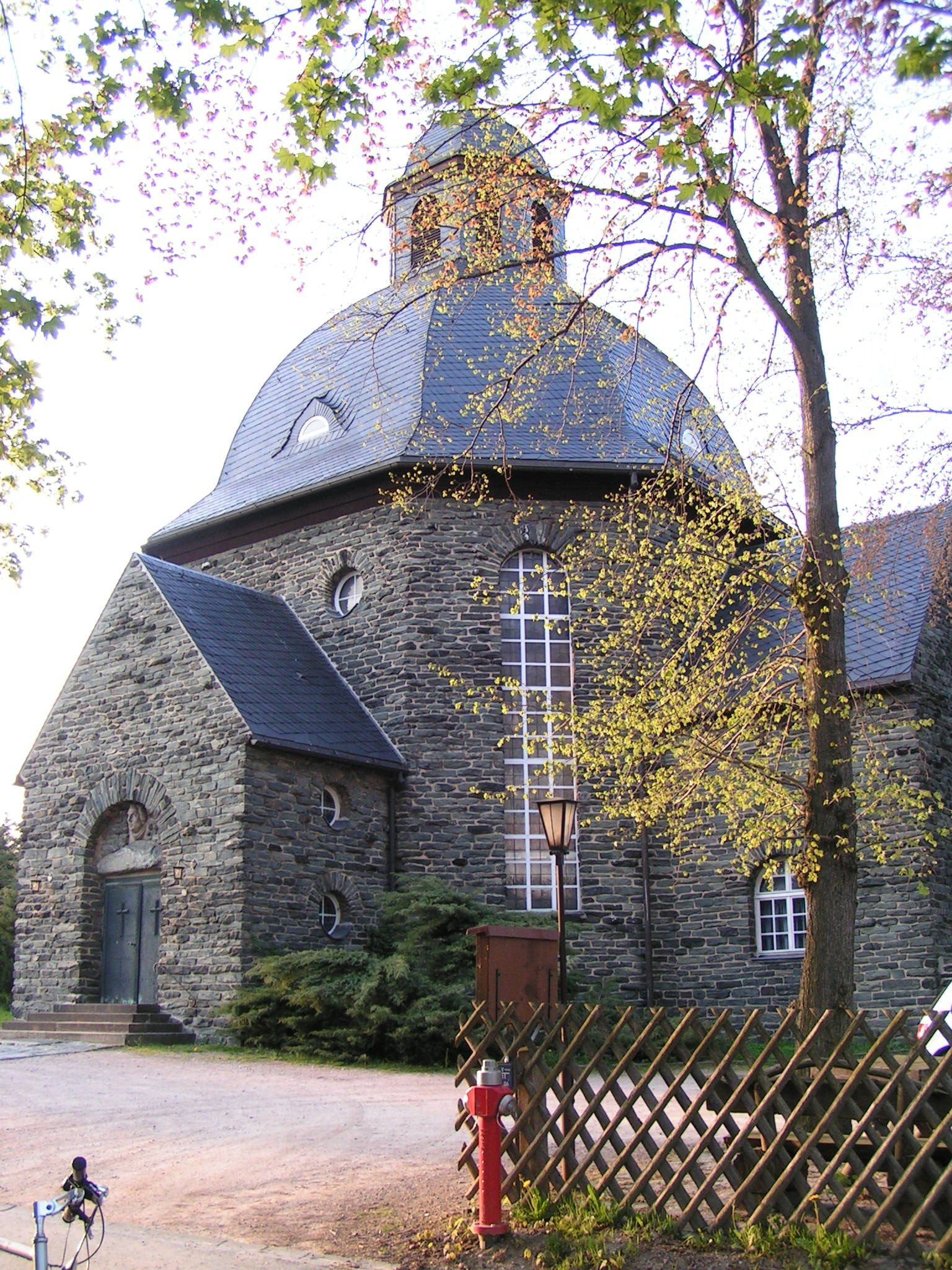
Lutherkirche Neuwürschnitz
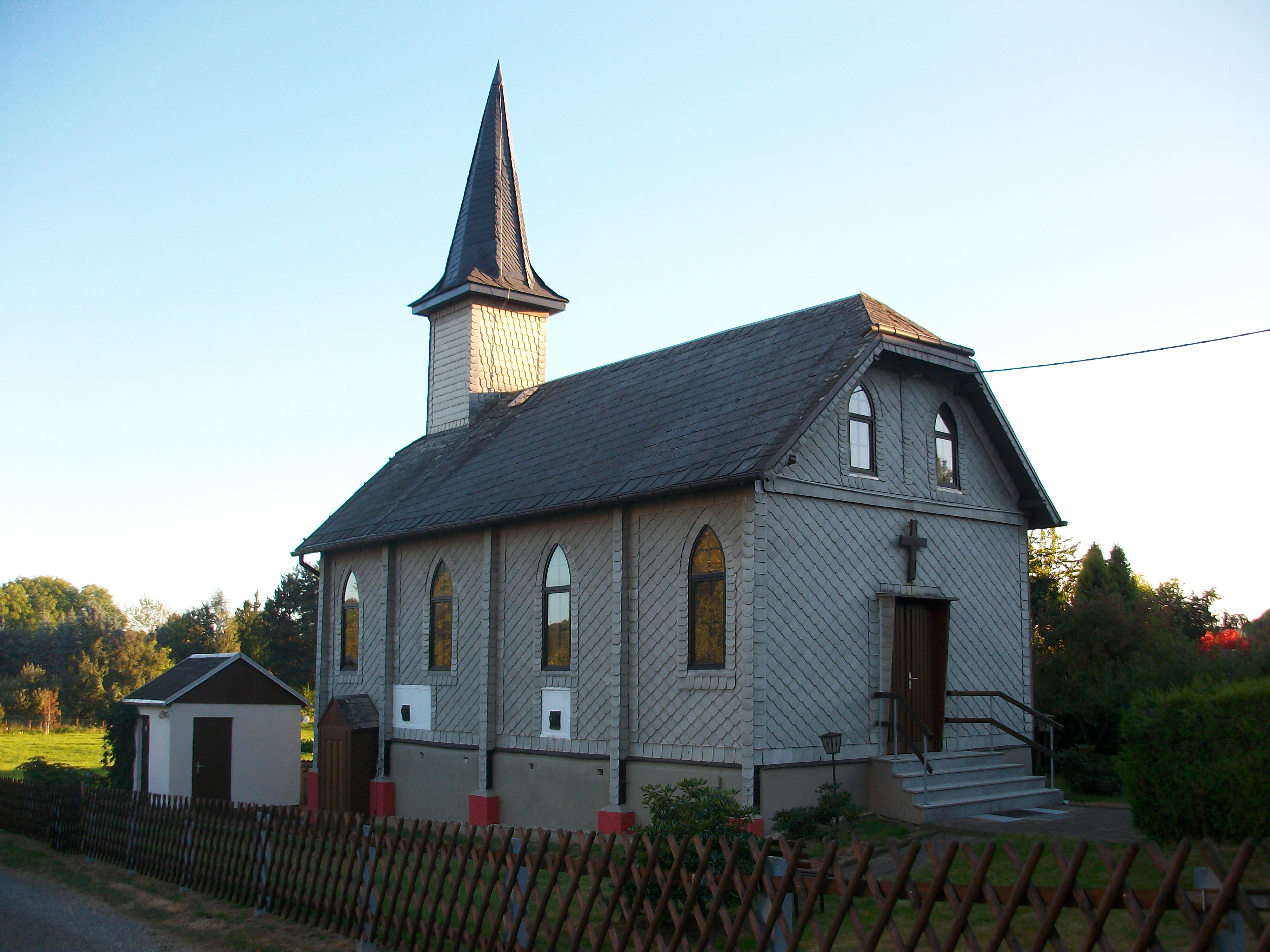
Ev.-luth. Freikirche in Neuwürschnitz
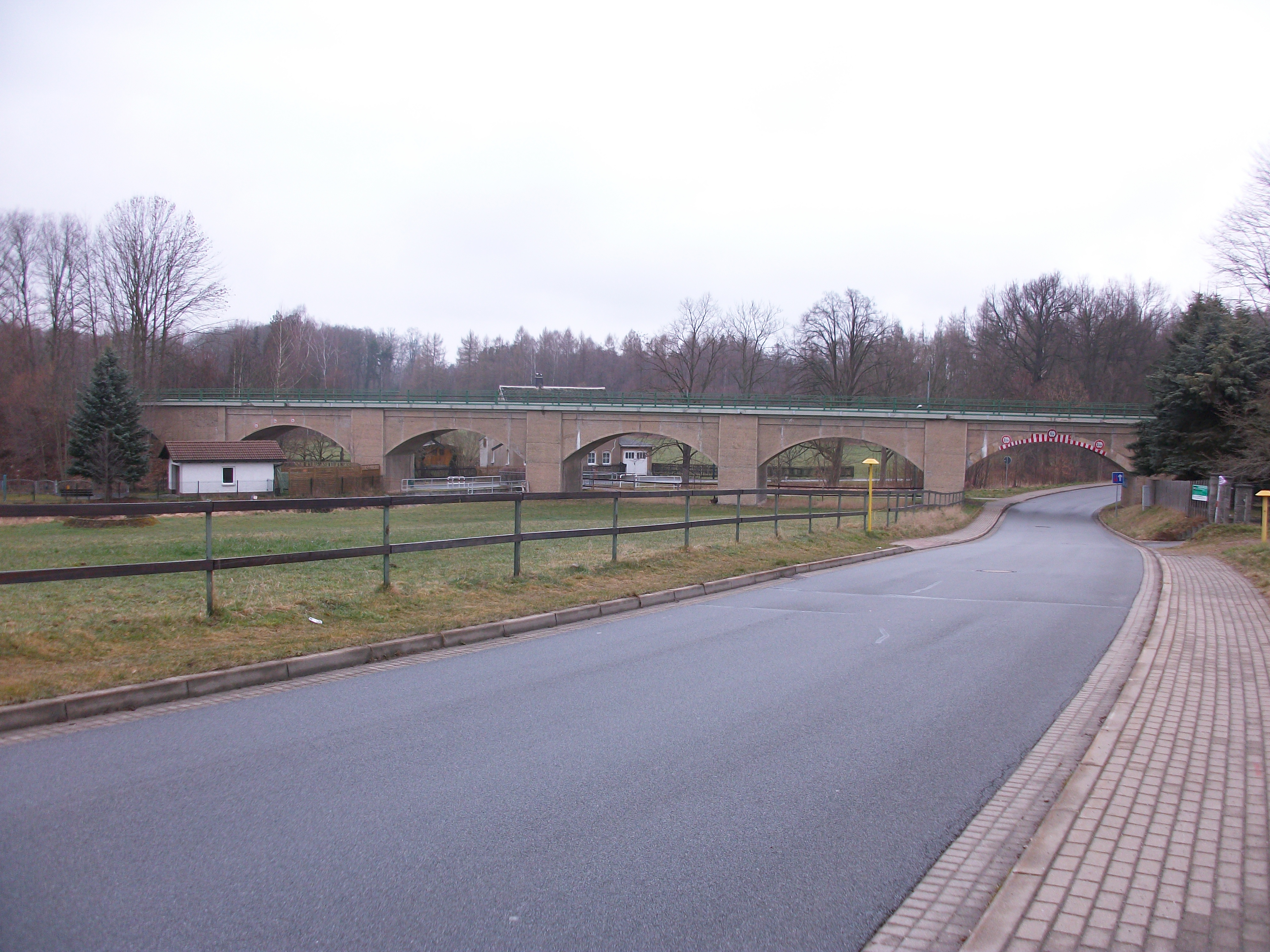
Eisenbahnviadukt in Neuwürschnitz (2016)
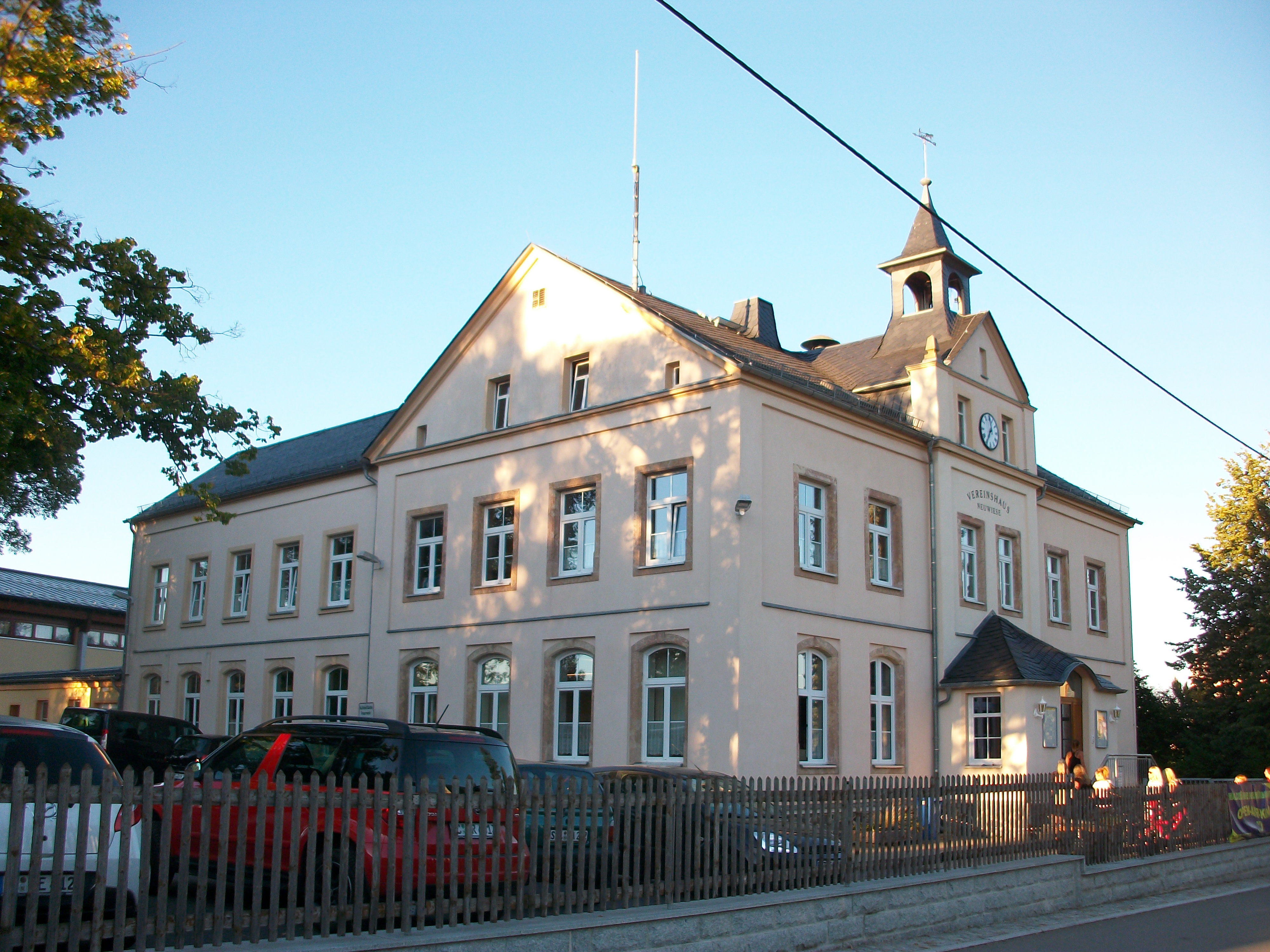
Vereinshaus Neuwiese